# Париски мир (1856)
Париски мир из 1856. године, окончао је Кримски рат који се водио између Руске Империје и савезника Османског царства (Британска империја, Друго Француско царство и краљевина Сардинија)
мировним споразумом,који је потписан 30. марта 1856. у Париском конгресу, а Црно море је постало неутрална територија. Црно море је било затворено за ратне бродове, док је на његовим обалама забрањена изградња утврђења и распоређивање војних снага.
Мировни споразум је означавао озбиљан прекид руског утицаја у региону. Услови за повратак Севастопоља и других градова јужног Крима су били веома штетни за Русију јер није могла да успостави ни морнарички ни војни арсенал на обалама Црног мора.

## Резиме
Париски мировни споразум је мировни споразум потписан 30. марта 1856. године у Паризу од стране Русије, са једне стране, и савезника на челу са Османским царством, Француском и Великом Британијом, са друге стране. Потписивањем овог Споразума окончан је Кримски рат. 
Овај споразум се једним делом односио и на Дунав који се ставља на располагање свим великим силама као целини. Такође, велике силе су се обавезале да поштују независност и територијални интегритет Османског царства и да неће угрожавати унутрашњу политику тог царства. Црно море је постало неутрална територија, а његове луке су затворене за ратне бродове, док је на његовим обалама поново забрањена изградња утврђења или распоређивање војних снага. Проглашава се и слободно кретање дуж Дунава, али под контролом међународне комисије. Молдавија и Влашка остају под јурисдикцијом Османског царства, али им је, слично Србији, дата широка аутономија.
Овим Споразумом, Оландска острва су демилитаризована и припојена руској аутономној кнежевини Финској.
Париски мировни споразум је добрим делом измењен, када је Пруска поразила Француску, након чега је Русија поново успоставила своју црноморску флоту.

## Преговори
Како је први модерни рат дошао до завршетка после осамнаест месеци, све стране које су учествовале у рату су желеле да дођу до трајног решења. Међутим, супротстављени циљеви су покварили идеју трајног и коначног мировног споразума. Чак су и савезници имали супротстављене циљеве по окончању рата, што је довело до даљих проблема Османског царства, нарочито у погледу његових односа са Руским царством и европским концертом. Неповерење између француских и британских савезника током рата је такође довело до дубоких проблема у закључивању разумног мировног споразума.
Иако се већ један рат формално завршио, после њега се одиграо и други, највероватније због мировног споразума.

## Руски циљеви
Упркос губитку у рату, Руси су желели да се осигурају да ће напустити Париски конгрес, а да њиховом царству остане снаге и да неке од територија које су освојили у рату остану под њиховом влашћу. Када је Александар II дошао на власт 1855. године, морао је да се избори са потенцијалном кризом која је претила рушењу Руског царства. Проблеми који су се појављивали са свих страна царства, од делова Финске преко Пољске и Крима и многих унутрашњих конфликата, довели су руску економију до ивице колапса.Русија је знала да ће се за неколико месеци догодити тотални пораз који је неизбежан, што би означавало потпуно понижење Русије на глобалном нивоу. Мировни преговори су вођени на челу са Александром II и Уједињеним Краљевством и Француском у Паризу 1856. године у циљу задржавања неких царских поседа и заустављању смрти једва обучених војних резерви, као и у циљу заустављања економске кризе. Један од главних циљева Русије је био окончање рата уз привид да је у руском медведу, који је некада уливао страх у кости Западним савезницима, остало нешто снаге. Настојала је "да претвори пораз у победу... преко ... мирнодопске (унутрашње) реформе и дипломатских иницијатива". Руси су желели, као и Османлије, да им скрену пажњу како би се фокусирали на поправљање многих унутрашњих проблема, као што су економија и растући друштвени немир због којих се Русија није довољно потрудила у рату против Османлија.

## Британски и француски циљеви
Најинтересантнији однос у Париским мировним преговорима је вероватно имала Француска са Британијом. Оне су наизглед усред рата наставиле са њиховим ривалством из Наполеоновог рата. Французи су многе поразе савезника сваљивали на чињеницу да је Велика Британија ушла у рат без доброг акционог плана, што је можда и илустровано пропалом војном акцијом за време битке код Балаклаве. Британци су све више страховали током рата да ће Французи заузети ослабљену Русију и посветити пажњу на освету за француске војне поразе, за које је заслужна Британија, код Ватерлоа и Трафалгара.
Британски и француски политичари и дипломате су подржали руски мировни преговор јер би се тада окончао рат пре него што би ико од њих стигао да изда једно другог.
Велика Британија и Француска су такође желеле да обезбеде да Османско царство изађе јаче из Париског мира како би баланс снага у Европи одржало стабилним. Британија и Француска су се надале да ће мир и ограничавање Руса кључним областима, као што је Црно море, помоћи ослабљеном Османском царству да се фокусира на унутрашње проблеме као што је сузбијање таласа национализма у многим државама под царском влашћу. Велике силе су стрепиле да ће без пуне османске контроле над царством доћи до грабљења његове територије и оснаживања нација, што би представљало претњу Француској и Британији. Руске и немачке силе, оснажене добитком земаља од распаднутог Османског царства, толико су их уплашиле да нису желеле ништа више, осим да заштите "европског болесника" од даљних спољашњих утицаја.
Тако је потпуно уклањање Русије из Дунавских провинција и Црног мора послужило и као заштита британске доминације, као и да се ослаби Русија.

## Руски губици
Османска, француска и британска влада су желеле много већи пораз Руског царства, које је и даље било ослабљено у многим кључним деловима. Руси су изгубили преко 500.000 трупа и знали су да би даље коришћење једва обучених војних резерви довело до још већег губитка.
Русија је била приморана да се повуче из Дунавских кнежевина, где је започет период потпуног туторства Османлија и Конгреса великих моћи.
Русија је морала да се врати у Молдавију, део територије који је приложен 1812. ушћу Дунава, у северној Бесарабији. Тако је Русија изгубила утицај који је имала над румунским кнежевинама (Молдавија и Влашка) које су, заједно са кнежевином Србијом, добиле већу независност.
Русија је такође била приморана да одустане од своје тврдње, која јој је била изговор за рат, да заштити хришћане у Османском царству, у корист Француске. Руски ратни бродови нису могли да плове Црним морем, што је веома смањило руски утицај над важним лукама.
Још један губитак који је Русија морала да претрпи после рата јесте слабљење економије и немиран народ који је био незадовољан ратним исходом. Политички и социјални немир, који је био праћен економским распадом, навели су њене интелектуалце да искористе пораз за захтевање фундаменталне реформе владе и друштвеног система. Еманципација кметова и ширење револуционарних идеја су се углавном дешавали због пораза.

## Краткорочне последице
Тренутни резултат примирја је било отварање Црног мора за безбедну, отворену међународну трговину. До тад је спречавана безбедна трговина јер је и руских бродова било више. Руска флота у Црном мору је била значајна јер је потапала турску флоту. Сада када је руска флота протерана са Црног мора, могла је да се одржава мирна трговина.
Париски мир је такође окончао рат и увео привремену стабилност у Европу. Османлије су могле да посвете сву своју пажњу ослабљеној унутрашњој инфраструктури, док су се Руси фокусирали на своју економију. Тензије које су изазване опортунистичким страхом Британаца и Француза су привремено заустављене. Међутим, ништа из Париског мировног споразума није могло да одржи Европу стабилном у дугом временском периоду јер су изазване много веће дуготрајније последице.
Париски мировни споразум је захваћен општом публиком у местима као што су Француска и Велика Британија јер је Кримски рат, као један од првих модерних ратова, такође био и први у којем је народ добио прецизно медијско извештавање о покољу. Премијер Велике Британије, лорд Аберден, који је виђен као неспособан у ратним вештинама, изгубио је глас у Парламенту и повукао се у корист лорда Палмерстона, који је виђен као неко ко има бољи план за победу. Мир је био неопходан јер је по први пут спољна политика била доступна људима који су захтевали крај крвопролића.

## Дугорочне последице
Национализам је био учвршћен на многе начине Кримским ратом и веома мало је урађено на системском нивоу да се сузбију таласи растућег националистичког погледа у многим нацијама. Османско царство, следећих неколико деценија до Првог светског рата, морало је да потисне националистичке погледе у многим својим провинцијама. Некадашња моћна и цветајућа земља - уједињено царство, цепало се јер су многе етничке групе захтевале више права, највише самоуправљање. Велика Британија и Француска су дозволиле да се ситуација у Европи на кратко стабилизује, али Париски мир није много учинио за стварање дуготрајне стабилности европског концерта. Османлије су се придружиле европском концерту након потписивања мировног споразума, али су многе европске земље гледале на распадајуће царство или у страхопоштовању или похлепно.
Рат је открио свету колико је било важно решавање "Источног питања" за стабилност Европе. Међутим, Париски мир није понудио никакво решење за то питање.
Важност Османског царства за Велику Британију и Француску је у одржавању баланса моћи у Црном и Медитеранском мору. Многи су потписивање овог Париског мира гледали као улазак Османског царства на европску међународну сцену. Већи продор европског утицаја на османско међународно право и опадање наглашавања исламске праксе у њиховом правном систему илуструје више од укључивања османског царства у европску политику и спорове, што доводи до његове велике улоге у Првом светском рату.
Аустрија и Немачка су биле захваћене национализмом као резултатом потписивања Париског мира. Аустрија је иначе била савезник Русије, али је била неутрална током рата. Мобилизовала је трупе против Русије и послала јој ултиматум тражећи да се руске војне снаге повуку са Балкана.
После пораза Русије, односи између две нације најконзервативније Европе остали су напрегнути. Русија као центар конзервативизма и спасилац Аустрије током Мађарске револуције 1848. године, љутито је гледала на неуспех Аустрије да помогне бившем савезнику, што је довело до руског немешања у Француско-Аустријском рату 1859. године. То је означавало крај аустријског утицаја у Италији. Године 1866. у Аустријско-пруском рату, изгубила је утицај у многим немачким говорним подручјима. Аустрија је имала компромис са Мађарском 1867. који је означавао дељење моћи у Дунавском царству са Мађарима. Статус Аустрије као велике силе је озбиљно смањен после удружења Немачке, Италије и Румуније. Аустрија је полако постала нешто мања од Немачке, сателитска држава.
Уједињена и ојачана Немачка није била пријатна мисао за многе у Француској и Британији јер би представљала претњу француским границама и британском политичком и економском интересу на Истоку.
У суштини, рат који се водио ради стабилизације моћи у Европи је довео до привременог мира. Велике силе су само очврснуле националистичке погледе етничких група, под контролом победничких Османлија и Немачких држава. До 1877. године, Руси и Османлије су поново били у рату.

## Одредбе
Споразум је увео Османско царство у Европски концерт и снаге су обећале да ће поштовати његову независност и територијални интегритет. Русија је предала нешто моћи и одустала од своје изјаве да ће заштитити хришћане од османског домета. Црно море је демилитаризовано и међународна комисија је постављена како би гарантовала слободу трговине и пловидбе Дунавом.
Молдавија и Влашка ће остати под османском управом, али су им дозвољени независни устави и националне скупштине, које ће бити под надзором велике силе. Пројекат референдума је био постављен да прати вољу људи у вези уједињења. Молдавија је повратила део Бесарабије (укључујући и део Буђака), који је претходно имала 1812. године, поделивши Османско царство и Русију на западу. Уједињене кнежевине Румуније, које ће касније бити формиране од две територије, остаће у османској вазалној држави до 1877. године.
Постављена су нова правила о ратним трговинама Париском декларацијом: (1) корсарство је забрањено; (2) неутрална застава је покривала непријатељска добра, осим кријумчарених; (3) неутрална добра, осим кријумчарених, нису могла да се узимају под непријатељском заставом; (4) блокада је морала бити ефективна да би била легална.
Споразум је такође демилитаризовао Оландска острва на Балтичком мору, која су припадала аутономном Великом војводству Финске. Тврђава Бомарсунд је уништена од стране британских и француских снага 1854. године и странке које су потписале примирје су желеле да спрече њену будућу употребу као руску војну базу.

## Странке које су потписале примирје
- Александар Колона-Валевски
- Франсоа Адолф де Буркене
- Гроф Карл Фердинанд вон Буол
- Гроф Јозеф Александар Хубнер
- Џорџ Вилиерс, 4. војвода Кларендона
- Хенри Велезли, 1. војвода Каулија
- Ото Теодор вон Маунтофел
- Максимилијан вон Хацвелд
- Принц Алексеј Фјодорович Орлов
- Филип вон Брунов
- Камило Бенсо ди Кавур
- Салваторе ди Виламарина
- Мехмед Емин Али-паша
- Мехмед Ћамил-бег